# Tatjana Alexejewna Jakowlewa
Die Russin Tatjana Alexejewna Jakowlewa (russisch Татьяна Алексеевна Яковлева; * 1906 in Sankt Petersburg; † 1991 in New York) ist bekannt geworden als Geliebte des russischen Dichters Wladimir Majakowski gegen Ende dessen Lebens. Später heiratete sie Alexander Liberman, den Chef des Verlages Condé Nast und wurde eine New Yorker Stilikone der 1950er und 1960er Jahre.

## Frühe Jahre
Tatjana Jakowlewa wurde 1906 in Sankt Petersburg geboren und stammte aus einer Familie von Künstlern und Intellektuellen. Der Vater, Alexei Jewgenjewitsch Jakowlew, war Ingenieur und Architekt, der Großvater Ballettmeister am staatlichen Mariinski-Theater, die Tante, Alexandra Jakowlewa, ein Opernstar in Russland. Mit fünf Jahren zog Tatjana mit ihrer Familie in das 13 Bahnstunden südöstlich von Moskau gelegene Pensa, da der Vater den Auftrag hatte, eine Reihe von Staatstheatern zu entwerfen.

## Emigration
1915 ließen sich die Eltern scheiden, der Vater wanderte nach Amerika aus, die Mutter heiratete einen wohlhabenden Pharmafabrikanten. Zu Beginn der Oktoberrevolution verlor dieser sein ganzes Vermögen und die Familie geriet in Hungersnot. Kurz darauf starb Tatjanas Stiefvater an Tuberkulose, was die Frauen in eine prekäre finanzielle Situation brachte.
Aufgrund der Revolution erhielt Tatjana Jakowlewa nur eine sehr geringe Schulbildung. Sie besaß jedoch ein phänomenales Talent zum Auswendiglernen von Gedichten und konnte im Alter von 14 Jahren die russischen Dichtergrößen Puschkin, Lermontow, Blok und Majakowski umfangreich auswendig rezitieren. Während der großen Hungersnot 1921 trug sie zum Lebensunterhalt der Familie bei, indem sie an Straßenecken für ein Stück Brot Soldaten der Roten Armee Gedichte aufsagte.
1922 erkrankte Tatjana an Tuberkulose, die sich in den folgenden drei Jahren noch verschlimmerte. Ihre Verwandten ermöglichten ihr 1925 die Emigration nach Paris. Dort wurde sie wieder gesund und begann als Lehrmädchen in einem Hutgeschäft zu arbeiten.
Tatjana war hin- und hergerissen zwischen ihrem Leben in der Pariser Society, in der sie schon bald den Ruf einer femme fatale innehatte, und ihrem Heimweh nach Russland.

## Die Liebe zu Majakowski
1928 lernten sich Tatjana und der russische Dichter Wladimir Majakowski in Paris kennen.
Tatjana wurde die Geliebte von Majakowski und inspirierte ihn zu mehreren Liebesgedichten. Majakowski widmete ihr zwei Gedichte ganz explizit: „Brief aus Paris an den Genossen Kastrow über das Wesen der Liebe“ und „Brief an Tatjana Jakowlewa“.
Im Dezember 1928 lief Majakowskis Visum aus und die beiden wurden getrennt.
Die politischen Ereignisse des Jahres 1929, „Das Jahr des großen Umbruchs“, machten es für Majakowski schwierig ein Visum zu bekommen und so sah sich das Paar noch einmal im Frühjahr 1929, bis Majakowski erneut nach Moskau zurückkehren musste. Aufgrund der politischen Repressionen und Schwierigkeiten der Zeit (der Briefwechsel der beiden wurde wahrscheinlich abgefangen) sah Tatjana keine Zukunft in der Beziehung zu Majakowski und heiratete im Dezember 1929 den französischen Diplomaten Vicomte Bertrand du Plessix und siedelte nach Warschau über. Im September 1930 wurde Francine geboren, die Tochter von Tatjana und Bertrand.
Im April 1930 erfuhr Tatjana von Majakowskis Selbstmord, der sie in eine tiefe Trauer stürzte. Innerhalb von vier Jahren entfremdeten sich die Eheleute voneinander. Tatjana begann eine Romanze mit dem späteren Condé-Nast-Chef Alexander Liberman, den sie nach Bertrands Tod 1940 auch heiratete. 1943 emigrierte sie nach New York.
1991 starb Tatjana Jakowlewa und vermachte ihren Briefwechsel mit Majakowski testamentarisch ihrer Tochter Francine.